# Каменица (Севница)
Каменица (словен. Kamenica) је насељено место у општини Севница, Посавска регија, Словенија.

## Историја
До територијалне реорганизације у Словенији била је у саставу старе општине Севница.

## Становништво
У попису становништва из 2011. године, Каменица је имала 38 становника.
| Број становника према пописима | Број становника према пописима | Број становника према пописима |
| ------------------------------ | ------------------------------ | ------------------------------ |
| 1991                           | 2002                           | 2011                           |
| 59                             | 46                             | 38                             |

Напомена: Године 2001. умањено за део насеља који је проглашен за ново самостално насеље Каменшко.